# کوه ام حیفا
کوه ام حیفا (به عربی: جبل أم حیفا) یک کوه در عربستان سعودی است که در عربستان سعودی واقع شده‌است.